# Otto Jespersen
Jens Otto Harry Jespersen (16. července 1860 Randers, Severní Jutsko – 30. dubna 1943) byl dánský jazykovědec, který se specializoval především na obecnou lingvistiku a angličtinu.

## Život
Vystudoval angličtinu, francouzštinu a latinu na Kodaňské univerzitě. Studoval také lingvistiku na Oxfordské univerzitě.
V letech 1893–1925 byl profesorem angličtiny na Kodaňské univerzitě. Spolu s Paulem Passy založil International Phonetic Association. Zajímal se také o mezinárodní umělé jazyky jako esperanto. Podílel se na vytvoření jazyka ido a sám vytvořil jazyk novial.